# James Callaghan
Leonard James Callaghan, Barão Callaghan de Cardiff, KG, PC, (Portsmouth, 27 de março de 1912 — Ringmer, 26 de março de 2005) foi um político britânico que foi primeiro-ministro do Reino Unido de 1976 até 1979.

## Carreira
Originário da classe operária e sem qualquer diploma universitário, James Callaghan iniciou a sua carreira na função pública, antes de se demitir em 1937, para se tornar dirigente sindical a tempo inteiro. Após a II Guerra Mundial, na qual serviu na Royal Navy, entrou no Partido Trabalhista, sendo eleito deputado por Cardiff em 1945. Na sua carreira política ocupou por diversas vezes o lugar de ministro-sombra na oposição trabalhista, antes de se tornar Secretário de Estado e depois Ministro nos governos de Harold Wilson. Ocupou a pasta de Finanças (1964-1967), Interior (1967-1970) e Negócios Estrangeiros (1974-1976). Em Abril de 1976 substituiu Harold Wilson como líder trabalhista e primeiro-ministro. Três anos mais tarde, não resistiu à agitação social e à renovação conservadora protagonizada pela líder do Partido Conservador Margaret Thatcher, para quem perdeu as eleições em 1979.
James Callaghan faleceu na véspera do seu 93° aniversário, onze dias depois do falecimento da sua mulher, Audrey Callaghan, com quem esteve casado durante 67 anos. Eles tiveram um filho e duas filhas:
- Margaret Jay, Baronesa Jay de Paddington
- A Honoravél Julie Hubbard
- O Honoravél Michael Callaghan